# 太平禅寺
太平禅寺又稱太平寺、寶山太平寺，是位於中華人民共和國上海市宝山区顾村镇的一個佛教寺廟。

## 歷史
太平禅寺始建于清乾隆年间，一度是附属于宝山净寺的烧香点。後來太平禅寺一度中斷宗教活動。1998年12月，智慧法师來到太平禅寺主持寺院修复工作和宗教活动。2000年开始，太平禅寺開始正式重建。一期工程主要是修建大雄宝殿。2004年7月，上海市民族和宗教事务委员会承認太平寺成為一個正式的宗教活动场所。
2006年上半年，寺院的重建二期工程结束。2006年11月6日举行落成暨开光典礼仪式。